# Ист-Уолл
Ист-Уолл (англ. East Wall; ирл. An Port Thoir) — городской район Дублина в Ирландии, находится в административном графстве Дублин (провинция Ленстер).